# エドワード・ソネンブリック
エドワード・ソネンブリック（Edward Sonnenblick、1970年6月27日 - ）は、インドのボリウッドで活動するアメリカ人俳優。主に英国人将校役を演じることが多く、代表作には『Firangi』『Jhansi Ki Rani』『親友の結婚式』『マニカルニカ ジャーンシーの女王』『The Kapil Sharma Show』『KESARI/ケサリ 21人の勇者たち』がある。

## 人物
南カリフォルニア出身で、ロサンゼルスで育った。ハンボルト州立大学で植物学の学位を取得して卒業し、15年間北カリフォルニアで自然食品を取り扱うシェフとして働いた。
2009年6月にフリーナンスのクリエイティブ・ディレクターのソーナル・メータと1年間交際した後に結婚し、息子をもうけた。

## キャリア
ソネンブリックは『ラガーン』を鑑賞したことをきっかけに俳優を志してヒンディー語を学び、活躍の場を求めてムンバイに移住した。元々はハリウッドで俳優になることを考えていたが競争が激しかったため断念し、ボリウッドで俳優になる道を選んだ。2005年にインドを訪れ各地を旅し、イガットプリにあるヴィパッサナ国際アカデミーの2週間コースに参加した後、2008年にムンバイに移住した。2009年に『Jhansi Ki Rani』で双子の英国人将校役を演じ、2017年にエピックTVの「シリアル・インディペンデント」の司会を務めた。2019年には『マニカルニカ ジャーンシーの女王』『KESARI/ケサリ 21人の勇者たち』で英国人将校役を演じている。また、『マニカルニカ ジャーンシーの女王』の撮影中、同作の脚本家V・ヴィジャエーンドラ・プラサードから誘われ、彼の息子S・S・ラージャマウリの『RRR』に英国人行政官役で出演することが決まった。

## フィルモグラフィ

### 映画
- Badmaash Company（2010年）
- Yamla Pagla Deewana（2011年） - ボーブジー
- Chittagong（2012年）
- ニールジャー（英語版）（2016年） - ジャック・スナイプス大佐
- Kapoor & Sons（2016年） - ダン
- Firangi（2017年） - マーク・ダニエルズ
- 親友の結婚式（英語版）（2018年） - ジョン・スティンソン
- マニカルニカ ジャーンシーの女王（2019年） - ゴードン少将
- KESARI/ケサリ 21人の勇者たち（2019年） - ローレンス中尉
- RRR（2022年） - エドワード
- タイガー 裏切りのスパイ（2023年） - ホフマン医師

### テレビシリーズ
- Jhansi Ki Rani（2009年） - ジェームズ・マンソン大佐、ジョン・W・ネルソン大佐
- The Kapil Sharma Show（2016年）
- Inside Edge（2017年） - ハミッシュ・マッコール

### ウェブシリーズ
- Bose: Dead/Alive（2017年） - スタンリー・アレン監察官